# Luteranismo na Escócia
O Luteranismo se iniciou na escócia por volta de 1896, atualmente exitem cerca de 1.500 membros batizados, comtando com Inglaterra e Gales.

## História
As congregações mais antigas da ELCE datam de 1896, e a própria ELCE foi fundada em 1954. Atualmente conta com 19 congregações e missões em todo Reino Unido, e um seminário , Westfield House , em Cambridge . Juntos, existem cerca de 1.500 membros batizados.
A ELCE é membro da Conferência Luterana Européia e do Conselho Luterano Internacional .